# 马塞尔·内贝尔斯
马塞尔·内贝尔斯（德語：Marcel Noebels，1992年3月14日—），德国男子冰球运动员。他曾代表德国参加2018年和2022年冬季奥林匹克运动会冰球比赛，其中2018年冬季奥运会获得一枚银牌。